# Deutscher Evangelischer Kirchentag 1993
Der 25. Deutsche Evangelische Kirchentag fand vom 9. bis 13. Juni 1993 unter dem Motto „Nehmet einander an“ in München statt.
Am Kirchentag unter der Leitung von Erika Reihlen nahmen über 124.000 Besucher teil.

## Galerie
Fotografien vom Evangelischen Kirchentag in München 1993

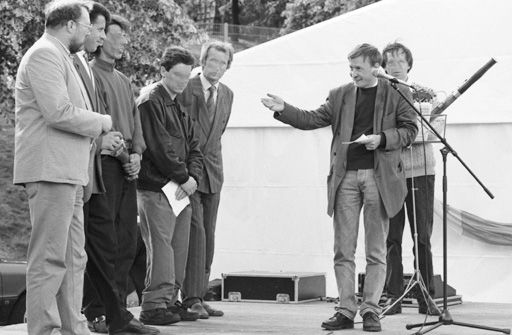
Asylbewerber aus dem Kosovo beim Friedensgottesdienst für Ex-Jugoslawien
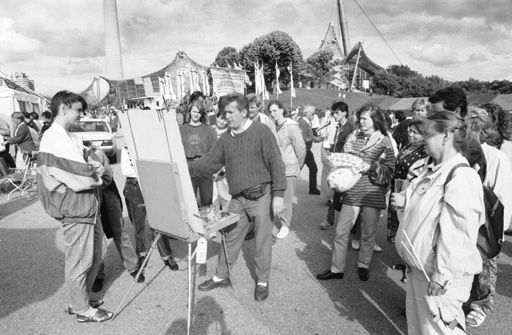
Der Maler Walarij Gurskyi bei der Arbeit
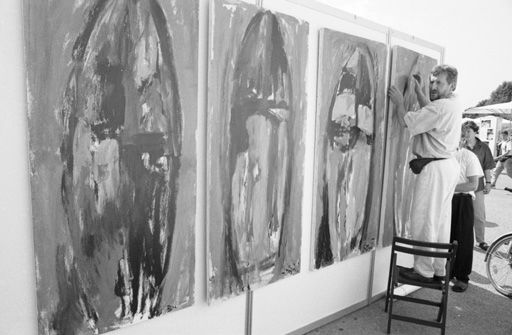
Gemälde von Walarij Gurskyi
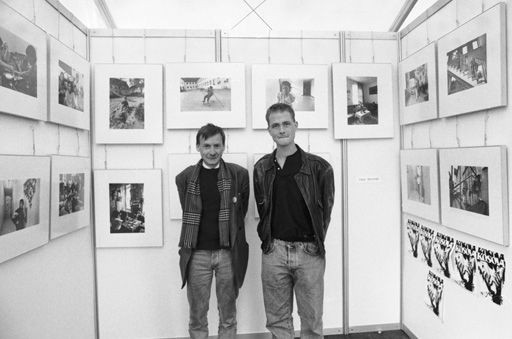
Felix von Solemacher und Andreas Bohnenstengel vor der Fotoausstellung „Gewalt: In der Welt habt Ihr Angst“